# Ctimene obsoleta
Ctimene obsoleta là một loài bướm đêm trong họ Geometridae.